# The Last Days of Gravity
The Last Days of Gravity è il secondo album del gruppo Younger Brother.
Fu un progetto psichedelico che nasce da una collaborazione tra il produttore psytrance Simon Posford (Hallucinogen, Shpongle) e Benji Vaughan (Prometheus, Cyberbabas).

## Disco
La copertina fu fatta da Storm Thorgerson.
L'intro parlato del secondo brano, "All I Want" è preso da un'intervista a Salvador Dalí.

## Tracce
1. Happy Pills – 8:49
2. All I Want – 9:06
3. Elephant Machine – 6:22
4. Your Friends Are Scary – 6:41
5. I Am a Freak – 9:00
6. Ribbon on a Branch – 7:49
7. Sleepwalker, Part 1 – 6:18
8. Sleepwalker, Part 2 – 6:02
9. Psychic Gibbon – 7:31

## Accoglienza
L'album fu accolto positivamente dalla critica.